# (9296) 1983 RB2
(9296) 1983 RB2 là một tiểu hành tinh vành đai chính. Nó được phát hiện bởi Zdeňka Vávrová ở Đài thiên văn Kleť gần České Budějovice, Cộng hòa Séc, ngày 2 tháng 9 năm 1983.